# Обмуровка
Обмуровка (от лат. murus через пол. murovac — класть стену) — совокупность ограждений котлоагрегатной установки, печи, парового котла и т. п., подвергающихся воздействию высоких температур и отделяющих газоходы и топку от окружающего пространства. В паровых котлах назначением обмуровки является уменьшение теплопотерь (что увеличивает КПД котельной установки), придание нужного направления потоку дымовых газов, предотвращение попадания наружного воздуха в газоходы котла и т. д.
На изготовление обмуровки идут огнеупорные материалы, она применяется при облицовке сводов, стен, полов, дымовых труб, дымоходов, при обкладке внутренних объёмов металлургических ковшей под жидкий металл и т. п.